# Папіросниця від Моссільпрому
«Папіросниця від Моссільпрому» — радянська чорно-біла німа комедія режисера Юрія Желябужського, знята ним за сценарієм Федора Оцепа і Олексія Файка на кіностудії «Межрабпом-Русь» в 1924 році. Прем'єра фільму відбулася 2 грудня того ж року.

## Сюжет
У скромну лоточницю Моссільпрому Зіну Весеніну, яка торгує цигарками в самому центрі Москви, закоханий радянський службовець Мітюшин і кінооператор Латугін. Перший, хоч і не пале, щоранку купує пачку цигарок, для того, щоб мати хоч якийсь привід для спілкування. Другий, користуючись службовим становищем, надає протекцію своїй коханій, яка незабаром стає актрисою. На шляху у високих почуттів з'являється комерсант Олівер Мак-Брайт, який приїхав з Америки та пропонує дівчині спочатку роль утриманки, а після деякого часу готовий зробити офіційну пропозицію і взяти її з собою до Сполучених Штатів. Після ряду кумедних пригод, викликаних небувалою активністю Мітюшина, Зіна відмовляє американцеві, а Латугін, що став на той час її чоловіком, знімає повнометражну стрічку, у якій головну роль виконує його молода дружина.

## У ролях
- Юлія Солнцева —  Зіна Весеніна
- Ігор Ільїнський —  Никодим Мітюшин, помічник бухгалтера «Пильтресту»
- Микола Церетелі —  Латугін, кінооператор
- Анна Дмоховська —  Рибцова, друкарка
- Леонід Баратов —  Барсов-Арагонський, кінорежисер
- Марк Цибульський —  Мак-Брайт, американець
- Михайло Жаров —  службовець, носій
- Галина Кравченко —  кіноактриса
- Микола Прозоровський — епізод
- Наум Рогожин —  кіноактор
- Микола Вишняк — епізод
- Юлій Райзман —  помічник Мак-Брайта (немає в титрах)

## Знімальна група
- Режисер і оператор: Юрій Желябужський
- Автори сценарію: Федір Оцеп, Олексій Файко
- Художники: Володимир Баллюзек, Сергій Козловський